# Fairfield County (Ohio)
Fairfield County ist ein County im Bundesstaat Ohio der Vereinigten Staaten. Der Verwaltungssitz (County Seat) ist Lancaster.

## Geographie
Das County liegt etwas südlich des geographischen Zentrums von Ohio und hat eine Fläche von 1317 Quadratkilometern, wovon neun Quadratkilometer Wasserfläche sind. Es grenzt im Uhrzeigersinn an folgende Countys: Licking County, Perry County, Hocking County, Pickaway County und Franklin County.

## Geschichte
Fairfield County wurde am 9. Dezember 1800 aus Teilen des Ross County und des Washington County gebildet. Die Benennung des Countys ist deskriptiver Natur beschreibt die reizvolle Wirkung hügeligen Farmlands.

### Historische Objekte
- Etwa 3,2 Kilometer nordöstlich von Carroll, auf der Havensport Road trifft man auf die John Bright No. 1 Iron Bridge. Die „eiserne“ Brücke wurde 1978 als historisches Denkmal vom National Register of Historic Places aufgenommen (NRHP 78002060).[3]

Ein Ort im County hat den Status einer National Historic Landmark, das John Sherman Birthplace, das das Geburtshaus von John Sherman ist. 45 Bauwerke und Stätten des Countys sind im National Register of Historic Places eingetragen (Stand 13. April 2018).

## Demografische Daten

Alterspyramide des Fairfield County

Nach der Volkszählung im Jahr 2000 lebten im Fairfield County 122.759 Menschen in 45.425 Haushalten und 34.159 Familien. Die Bevölkerungsdichte betrug 94 Einwohner pro Quadratkilometer. Ethnisch betrachtet setzte sich die Bevölkerung zusammen aus 95,15 Prozent Weißen, 2,67 Prozent Afroamerikanern, 0,20 Prozent amerikanischen Ureinwohnern, 0,72 Prozent Asiaten, 0,02 Prozent Bewohnern aus dem pazifischen Inselraum und 0,23 Prozent aus anderen ethnischen Gruppen; 1,01 Prozent stammten von zwei oder mehr Ethnien ab. 0,81 Prozent der Bevölkerung waren spanischer oder lateinamerikanischer Abstammung.
Von den 45.425 Haushalten hatten 36,8 Prozent Kinder und Jugendliche unter 18 Jahre, die bei ihnen lebten. 62,7 Prozent waren verheiratete, zusammenlebende Paare, 9,1 Prozent waren allein erziehende Mütter, 24,8 Prozent waren keine Familien, 20,7 Prozent waren Singlehaushalte und in 8,2 Prozent lebten Menschen im Alter von 65 Jahren oder darüber. Die Durchschnittshaushaltsgröße betrug 2,65 und die durchschnittliche Familiengröße lag bei 3,06 Personen.
Auf das gesamte County bezogen setzte sich die Bevölkerung zusammen aus 26,8 Prozent Einwohnern unter 18 Jahren, 8,0 Prozent zwischen 18 und 24 Jahren, 30,2 Prozent zwischen 25 und 44 Jahren, 23,9 Prozent zwischen 45 und 64 Jahren und 11,1 Prozent waren 65 Jahre alt oder darüber. Das Durchschnittsalter betrug 36 Jahre. Auf 100 weibliche Personen kamen 99,2 männliche Personen. Auf 100 Frauen im Alter von 18 Jahren oder darüber kamen statistisch 96,3 Männer.
Das jährliche Durchschnittseinkommen eines Haushalts betrug 47.962 USD, das Durchschnittseinkommen der Familien betrug 55.539 USD. Männer hatten ein Durchschnittseinkommen von 39.566 USD, Frauen 27.353 USD. Das Prokopfeinkommen betrug 21.671 USD. 4,5 Prozent der Familien und 5,9 Prozent der Bevölkerung lebten unterhalb der Armutsgrenze. Davon waren 7,4 Prozent Kinder oder Jugendliche unter 18 Jahre und 6,2 Prozent waren Menschen über 65 Jahre.